# Woodsia oregana
Woodsia oregana, the Oregon cliff fern, là một loài thực vật lâu năm thuộc họ Wood fern (Dryopteridaceae).
Đây là loài bản địa của phần lớn phía tây and phía bắc Hoa Kỳ và Canada.

## Hình ảnh

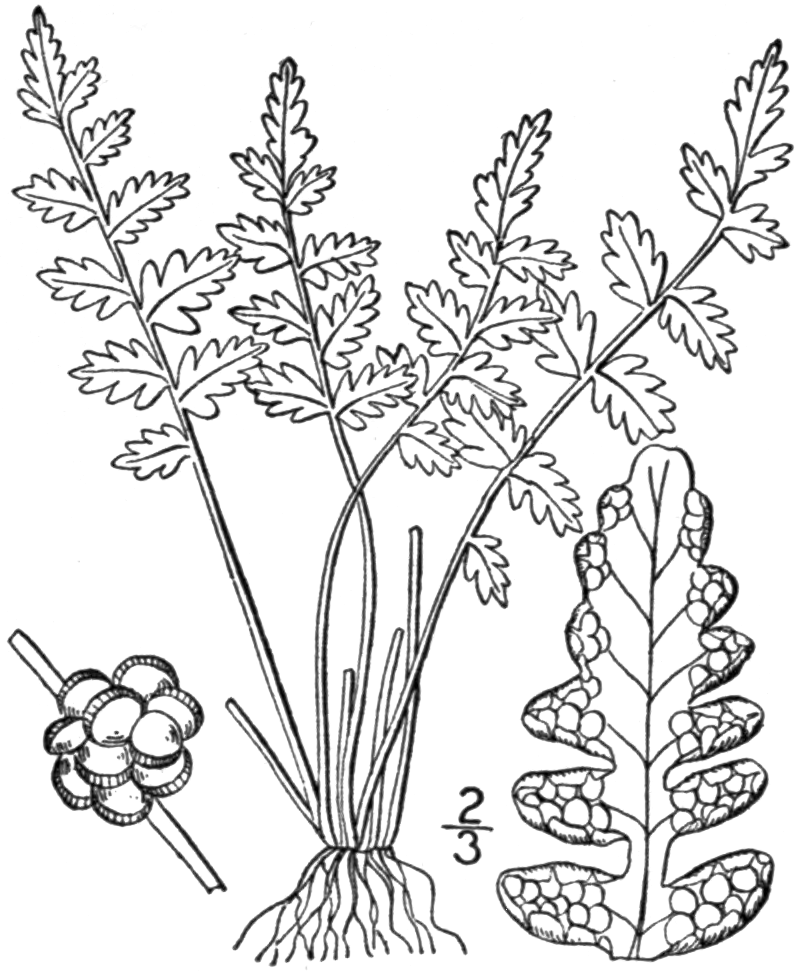
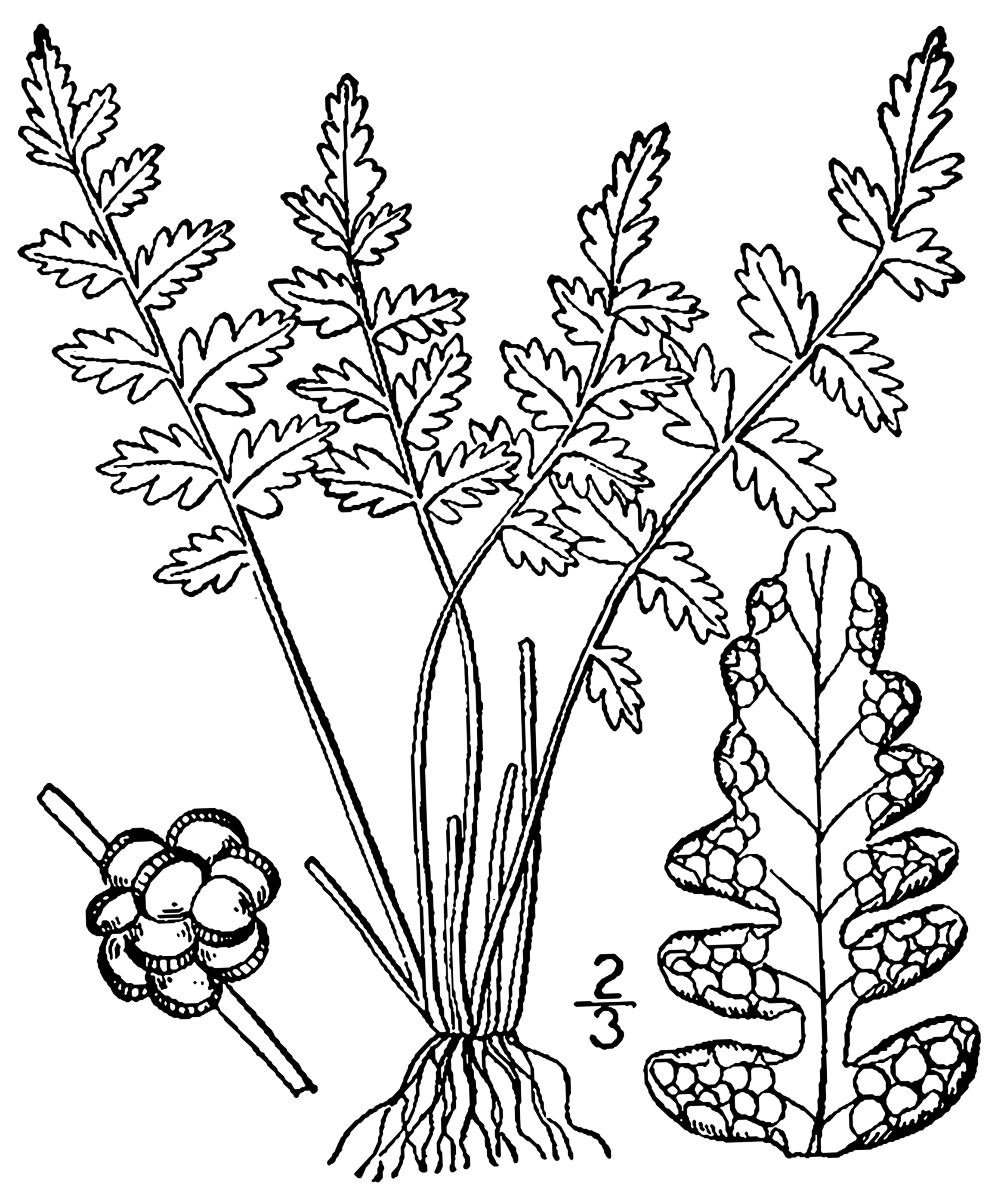
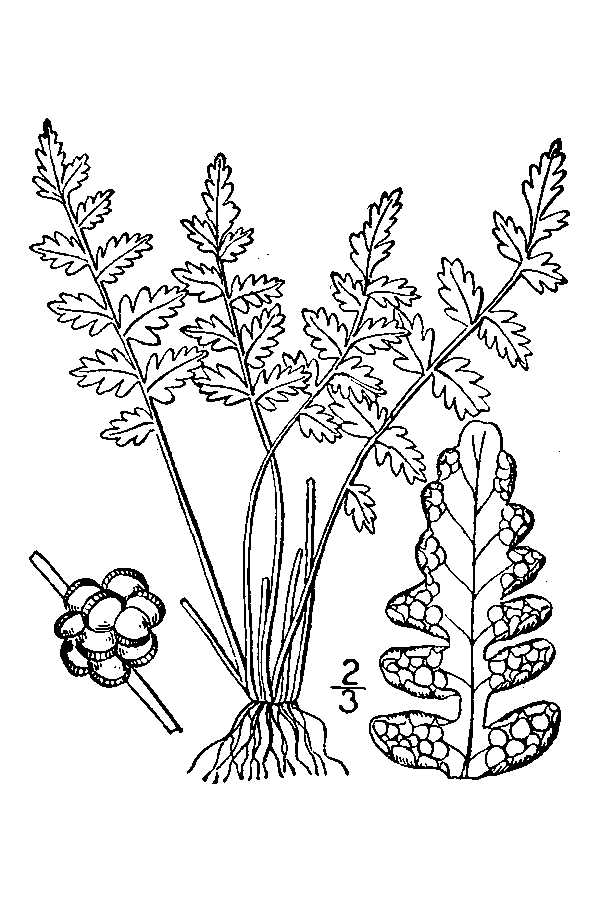